# Село имени Имангали Билтабанова
имени Имангали Билтабанова (каз. Иманғали Білтабанов ат.а., до 1997 г. — Хабаловка) — село в Хобдинском районе Актюбинской области Казахстана. Административный центр сельского округа Имангали Билтабанова. Код КАТО — 154241100.

## Население
В 1999 году население села составляло 918 человек (447 мужчин и 471 женщина). По данным переписи 2009 года, в селе проживало 636 человек (328 мужчин и 308 женщин).